# Gretl Schörg
Gretl Schörg (Viena, 17 de janeiro de 1914 - 4 de janeiro de 2006) foi uma atriz e soprano austríaca.

## Filmografia selecionada
- 1943: Kollege kommt gleich
- 1944: Herr Sanders lebt gefährlich
- 1948: Intimitäten
- 1949: Märchen vom Glück
- 1950: Verlobte Leute
- 1950: Schwarzwaldmädel
- 1953: Die Fiakermilli
- 1955: Die Deutschmeister
- 1957: Bel Ami. Der Frauenheld von Paris
- 1962: Vor Jungfrauen wird gewarnt
- 1970: Unsere Pauker gehen in die Luft
- 1971: Die tollen Tanten schlagen zu
- 1972: Kinderarzt Dr. Fröhlich